# مرز ایران–جمهوری آذربایجان

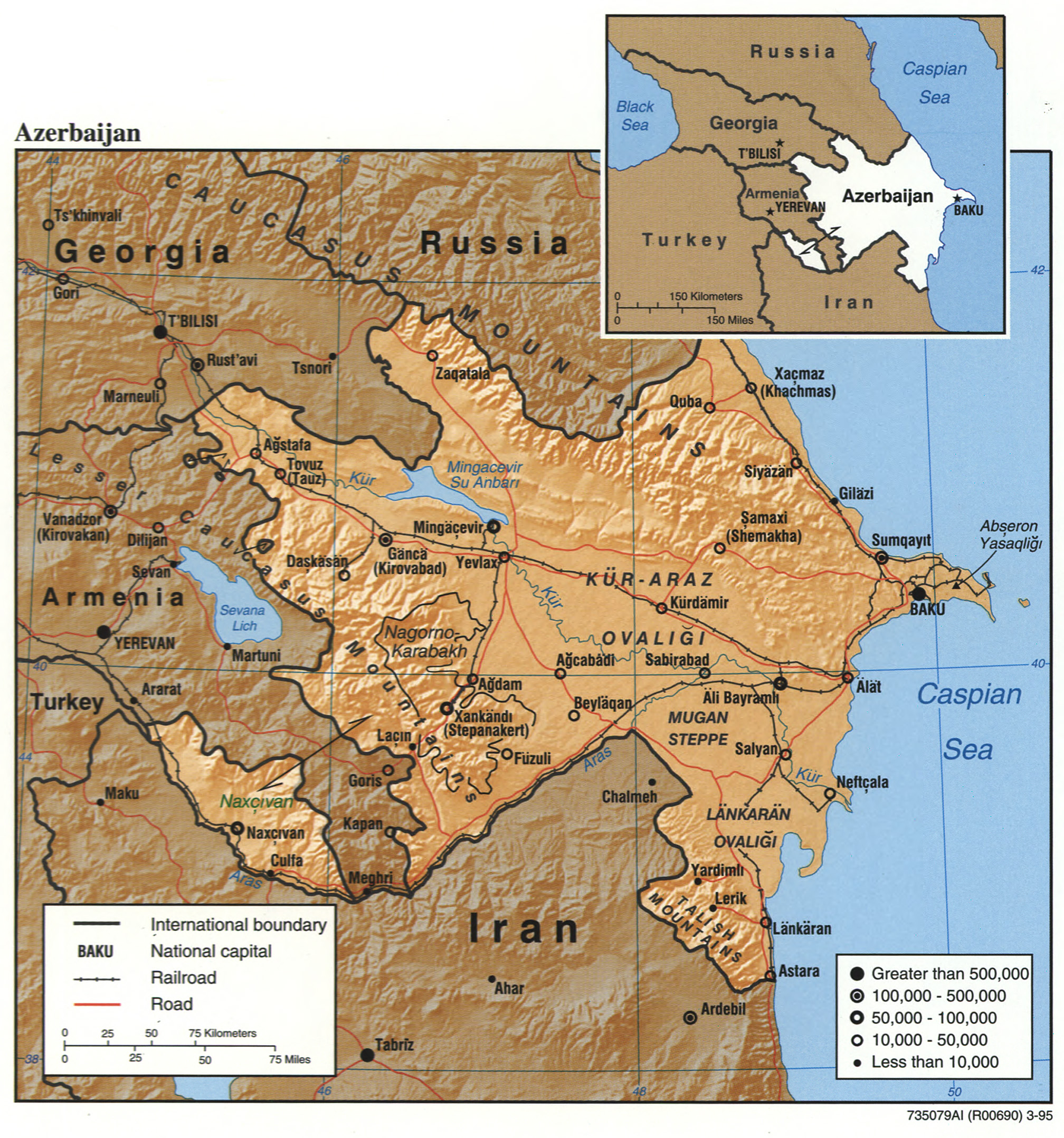
نقشه آذربایجان؛ ایران در جنوب نقشه قرار دارد.

مرز ایران–جمهوری آذربایجان (به ترکی آذربایجانی: Azərbaycan–İran sərhədi) نام سرحد و حاشیهٔ بین دو کشور ایران و جمهوری آذربایجان به فاصلهٔ ۶۸۹ کیلومتر (۴۲۸ مایل) می‌باشد که توسط دو بخش جدا از هم توسط مرز ارمنستان–ایران قطع شده است.

## شرح

### بخش غربی (نخجوان)
مرز دو کشور در شمال غرب از رود ارس آغاز می‌شود و با این رود تا جنوب شرقی ادامه پیدا می‌کند.

## حواشی
در آبان ۱۳۹۹ (نوامبر ۲۰۲۰)، سید عباس عراقچی، معاون سیاسی وزارت امور خارجه ایران، شایعه‌ها در مورد توافق قره‌باغ و تغییر در مرزهای ایران با جمهوری آذربایجان و ارمنستان را رد کرد. وی این شایعات را «بی‌اساس» خواند و گفت هیچ تغییری در مسیرهای ترانزیتی ایران به سمت این دو کشور ایجاد نخواهد شد. ارمنستان و جمهوری آذربایجان با وساطت روسیه توافقنامه‌ای را امضا کردند که به شش هفته درگیری‌های خونین در قره باغ که هزاران کشته بر جای گذاشت، پایان داد.

## سکونت‌گاه‌های نزدیک مرز

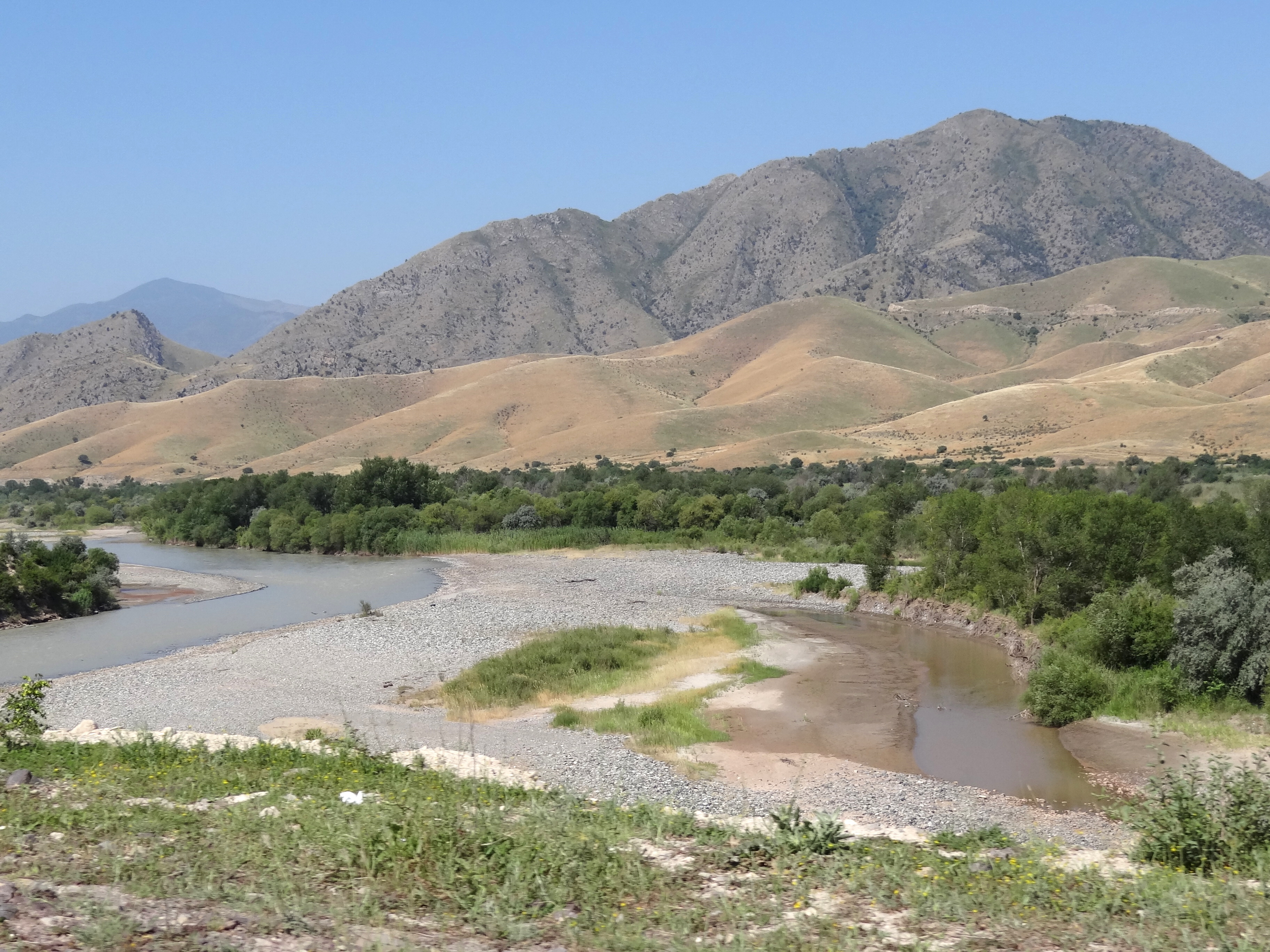
تصویری از مرز ارس، گرفته شده از ایران و به سوی آذربایجان

### آذربایجان
- قیوراق
- نخجوان
- نهرم
- دسته، اردوباد
- جلفا
- اردوباد
- منجوان (زنگلان)
- خلفه‌لی (جبراییل)
- ماشان‌لی
- سلطان‌لی
- امیروارلی
- مارالیان پایین
- جعفرآباد (جبراییل)
- محمودلو (جبراییل)
- بویوک مرجان‌لی
- مهدی‌لی (جبرئیل)
- قزاق‌لار (فضولی)
- هورادیز
- ملامحرم‌لی
- آرایات‌لی
- کریم بی‌لی (فضولی)
- بالا بهمن‌لی
- بیرینجی محمودلو
- امیر زیدلی
- ایکینجی شاهسون
- بیرینجی شاهسون
- چمن‌لی پایین
- بهرام‌تپه
- بیله‌سوار
- زوین (روستا)
- یاردیملی
- لزران، یاردیملی
- دمن (روستا)
- قراول‌دشت
- گودره
- مسجدمحله
- سپاری‌باغ
- آستارا

## مقالات مرتبط
- روابط جمهوری آذربایجان و ایران

1. ↑  «عراقچی: تغییری در مرزهای ایران با ارمنستان و جمهوری آذربایجان به وجود نمی‌آید». BBC News فارسی. دریافت‌شده در ۲۰۲۰-۱۱-۲۰.